# Мохаммед Фуад Омар
Мохаммед Фуад Мохаммед Омар (араб. محمد فؤاد محمد عمر‎; нар. 13 лютого 1989, Ємен) — єменський футболіст, захисник клубу другого дивізіону чемпіонату Катару «Аль-Муайдар» та національної збірної Ємену.

## Клубна кар'єра
Футбольну кар'єру розпочав 2008 року на батьківщині в клубі «Шааб Ібб», де грав до 2014 року. Потім захищав кольори іншого єменського клубу, «Ас-Сакр».
У 2015 році виїхав за кордон, де підсилив «Аль-Хала» з Бахрейну. У 2018 році перейшов до катарського «Аль-Аглі». У футболці клубу з Дохи дебютував 10 лютого 2018 року в переможному (4:0) виїзному поєдинку Ліги зірок Катару проти «Аль-Арабі». Мохаммед вийшов на поле в стартовому складі та відіграв увесь матч, а на 41-й хвилині отримав жовту картку. Проте закріпитися в команді не зміг, зіграв 5 матчів у Лізі зірок Катару. Після цього залишив «Аль-Аглі» та приєднався до іншого катарського колективу, «Аль-Муайдар».

## Кар'єра в збірній
У футболці національної збірної Ємену дебютував 9 грудня 2012 року на Чемпіонаті Федерації Західної Азії 2012 проти Бахрейну.

## Досягнення
«Аль-Муайдар»
- Другий дивізіон Катару
  -  Срібний призер (1): 2018/19